# Покровское сельское поселение (Волоконовский район)
Покровское сельское поселение — сельское поселение в Волоконовском районе Белгородской области.
Административный центр — село Покровка.

## История
Статус и границы сельского поселения установлены Законом Белгородской области от 20 декабря 2004 года № 159 «Об установлении границ муниципальных образований и наделении их статусом городского, сельского поселения, городского округа, муниципального района»

## Население
| 2010  | 2011  | 2012  | 2013  | 2014  | 2015  | 2016  | 2017  | 2018  |
| ----- | ----- | ----- | ----- | ----- | ----- | ----- | ----- | ----- |
| 1962  | ↘1953 | ↘1904 | ↘1872 | ↘1860 | ↘1833 | ↘1826 | ↘1802 | ↘1764 |
| 2019  | 2020  | 2021  |       |       |       |       |       |       |
| ↗1769 | ↘1714 | ↘1466 |       |       |       |       |       |       |

## Состав сельского поселения
В состав сельского поселения входят 7 населённых пунктов:
| № | Населённый пункт | Тип населённого пункта       | Население |
| - | ---------------- | ---------------------------- | --------- |
| 1 | Красная Нива     | село                         | ↘227      |
| 2 | Красное Городище | село                         | ↗175      |
| 3 | Лазурное         | село                         | ↘85       |
| 4 | Покровка         | село, административный центр | ↘915      |
| 5 | Пыточный         | хутор                        | ↘9        |
| 6 | Успенка          | село                         | ↘418      |
| 7 | Щепкин           | хутор                        | ↘133      |

## Местное самоуправление
Администрация
Телефон: (47235) 4-11-33
Глава администрации
- Потехин Александр Сергеевич